# Silvia Prieto
Pour plus de détails, voir Fiche technique et Distribution.
Silvia Prieto est un film argentin réalisé par Martín Rejtman, sorti en 1999.

## Fiche technique
Sauf indication contraire, les informations mentionnées dans cette section peuvent être confirmées par la base de données cinématographiques IMDb,  présente dans la section « Liens externes ».
- Titre français : Silvia Prieto
- Réalisation et scénario : Martín Rejtman
- Photographie : Paula Grandio
- Montage : Gustavo Codella
- Musique : Vicentico
- Pays d'origine : Argentine
- Format : Couleurs - 35 mm - 1,66:1 - Dolby
- Genre : comédie dramatique
- Durée : 75 minutes
- Dates de sortie :
  - Allemagne : 16 février 1999 (Berlinale 1999)
  - Argentine : 27 mai 1999
  - France : 28 avril 2004

## Distribution
- Rosario Bléfari : Silvia Prieto
- Valeria Bertuccelli : Brite
- Vicentico : Gabriel Rossi
- Mirta Busnelli : l'autre Silvia Prieto